# X-Faktor
Az X-Faktor egy 2010-ben indult licencszerződésen alapuló zenei tehetségkutató show-műsor, amelynek a célja új popsztárok felfedezése. A műsor követi a brit The X Factor formátumot, ahol az éneklés mellett számít a külső megjelenés, pl. a tánctudás is.

## Története
A műsor első indulását már 2009-ben tervezték. A Csillag születik 2. évadának fináléjában jelentették be, hogy 2010-ben elindul a The X Factor magyar változata.

## A műsor menete

### Műsorok felvételről
A válogatók, a Táborban zajló meghallgatás, valamint a látogatás a Mentorok házában felvételről kerül adásba.

#### Válogatók
A szereplőválogatásra az RTL székházában kerül sor.
A műsorban a 3 kategória (16/14-25 év közöttiek, 25 év felettiek és duók/együttesek, a 3. évadban 25 év felettiek helyett 28 év felettiek, a 10. évadban 22 év felettiek) jelentkezőinek közönség előtti meghallgatása során egy négytagú szakmai zsűri választja ki a 150 legjobbat, akik továbbjutnak a Táborba. Ahhoz, hogy egy versenyző továbbjusson, legalább három zsűritagnak igennel kell szavaznia. Az első négy évadban 16 év volt a jelentkezés alsó korhatára, az ötödik szériáról kezdve 14 éves kortól lehet jelentkezni.

#### A Tábor
A Táborban újabb meghallgatás során, mely közönség nélkül zajlik, a létszám százra csökken. Ezután a zsűri tovább szelektál és csak ötven versenyző marad. A következő, közönség előtti meghallgatás eredményeképpen pedig kialakul a 24-es keret, amelynek tagjai meghívást nyernek a Mentorok házába.
A 24-es keret kialakítása során a zsűri a 16/14-25 évesek kategóriáját tovább bontja „Fiúk” és „Lányok” kategóriára. A Táborban döntik el azt is (a producerek), hogy melyik zsűritag melyik kategória mentora lesz.
A harmadik évadban a 25 év felettiek kategória 28 év felettiek volt, valamint a harmadik, a  negyedik és a nyolcadik évadban nem 24, hanem 25 versenyző jutott tovább a mentorházba.
Az ötödik évadban a zsűritagok maguk választhatták ki, hogy melyik kategóriát szeretnék, valamint innentől kezdve még a végleges 24-es mezőny kialakulása előtt kategóriákra (lányok, fiúk, 25 felettiek, csapatok) bontják a versenyzőket; és az ötödiktől a tizenegyedik évadig az adott kategória/csapat mentora döntheti el, hogy a saját csoportjában ki az a 6 versenyző, aki továbbjut a mentorházba. Ez azt jelentette, hogy hat szék volt elhelyezve a színpad szélén, a mentorok kategóriánként hallgatták meg a versenyzőket, majd az adott kategória mentora hazaküldhette vagy leültethette a versenyzőt attól függően, hogy jó volt-e a produkciója vagy nem. Ugyanakkor a széken ülő versenyzők nem érezhették magukat biztonságban az utolsó  produkcióig, ugyanis, ha megteltek a székek, bármelyiküket felállíthatta és ezzel kiejthette az érintett mentor, ha széket adott egy újabb versenyzőnek.
A hatodik évadban a nézői voksok alapján dőlt el, hogy melyik zsűritag melyik kategória mentora lett.
A jubileumi, tizedik évadban a 25 év felettiek kategória 22 év felettiekre változott.
A 11. évadtól már nem lesznek kategóriák, hanem a mentorok döntik el, kivel szeretnének együtt dolgozni.
A 12. évadban a tábor székes fordulójában állt össze az élő show mezőnye. A korábbi évadoktól eltérően csak négy szék volt elhelyezve a színpad szélén: a felső sorban egy piros, az alsó sorban három fehér. A versenyzőket csapatonként hallgatták meg a mentorok, majd az adott csapat mentora  döntött arról, hogy leülteti-e az adott versenyzőt és ha igen, akkor melyik székre. Az a versenyző, akit a mentora a piros székre ültetett, egyenes ágon az élő show-ba jutott. Ha mindhárom fehér szék foglalt volt és a mentor újabb versenyzőt ültetett le, akkor fel kellett állítania egy, a fehér széken ülő versenyzőt. Ha valamelyik mentor igazságtalannak érezte a döntést, akkor elrabolhatta a kiejtett versenyzőt. Ha az utolsó produkció után mindhárom fehér és a piros szék foglalt volt, akkor a mentornak el kellett döntenie, hogy a piros széken ülő versenyző mellett melyik két versenyzőt viszi az élő show-ba.

#### Mentorház
A négy mentor mindegyike egy-egy segítő híresség értékelését is meghallgatva dönti el, hogy a saját hat előadója közül melyik három jusson be az élő show-ba.
Az ötödik szériában volt az úgynevezett Tiszta lap, ami azt takarta, hogy a mentorok a három biztos továbbjutón kívül negyediknek kiválaszthattak még egy versenyzőt a saját csoportjukból, akik közül egy 13. versenyzőként a nézők döntése alapján bejuthatott az élő adásba.
A hetedik, a nyolcadik, a kilencedik és a tizedik szériában az előző évadokhoz képest eltérés, hogy ezúttal nem voltak döntést segítő vendégelőadók, azonban minden mentor meghallgatta a négy kategória versenyzőinek produkcióit, majd az adott kategória mentora két versenyzőt automatikusan az élő adásokba vitt, két további versenyzőt (a nyolcadik évadban a Lányok kategóriájában három) pedig a másik három mentorra bízta, akik közülük választották ki a harmadik továbbjutót. Érdekesség, hogy a magyar X-Faktor az első, ahol ezt a formátumot alkalmazták.
A tizenegyedik évadban a korábbi négy évadhoz hasonlóan mind a négy mentor meghallgatta csapatonként a produkciókat és két versenyzőt vihetett automatikusan az élő adásokba, két versenyzőt hazaküldött, azonban arról a két versenyzőről, akiknek a sorsát a többi mentorra bízta, lemondott, majd a mentorház végén a vígaszágra került versenyzők közül négyen egy másik mentor csapatába kerülve jutottak tovább.
A tizenkettedik évadban a korábbi évadokkal ellentétben nem volt mentorház.

### Élő műsorok
Az élő adások az RTL Stúdiókban (Tétény Irodaház), a "3-as stúdióban" kerülnek adásba, amely az RTL és az ország legnagyobb tévés stúdiója. Kategóriánként hárman-hárman, tehát összesen 12-en indulnak neki az élő műsor-sorozatnak.
A műsor végén az a két előadó, akik a nézőktől a legkevesebb szavazatot kapták, párbajozni kényszerülnek. Ezután kettőjük közül a zsűri szavazással dönti el, hogy ki esik ki. Szavazategyenlőség esetén a kieső az, aki kevesebb nézői szavazatot kapott.
A 2013-as évadban már hetente két élő adás volt látható. A szombati adásban az énekesek előadták a dalaikat, a zsűri értékelte azokat. Az előadások után a szombati műsor véget ért. A vasárnapi adásban volt a közös produkció és fellépett a vendégelőadó. Ezután az eredmények ismertetése következett, majd a két legkevesebb szavazatot kapott versenyző párbajozott.
Az ötödik évadban már ismét csak szombatonként volt élő adás. Ebben az évben nem 12, hanem 13 versenyző bizonyíthatott az élő adásban.
A fináléban már csak a nézői szavazatok számítanak. A harmadik évadtól kezdve az utolsó adásban a szavazás végleges lezárása és a szavazatok összesítése után a győztes nevét egy lezárt borítékban kapja meg a műsorvezető. Az ötödik évadig a a finálé dupla adás volt (szombat és vasárnap), vasárnap X-Faktor Nap is volt, a hatodik, a hetedik, a nyolcadik, a kilencedik, a tizedik, a tizenegyedik és a tizenkettedik szériában viszont nem volt X-Faktor Nap és csak egynapos volt a finálé (szombaton).
A hatodik és hetedik évadban az első három adásban a versenyzők kettesével estek ki: a legkevesebb szavazattal rendelkező versenyző számára párbaj nélkül, automatikusan véget ért a verseny, az előtte lévő két produkció párbajozott és a mentorok (szavazategyenlőség esetén a nézők) döntése alapján még egy versenyző búcsúzott a versenytől. A negyedik élő show-tól kezdve már csak egyesével estek ki a versenyzők. Ez a szabályrendszer mindössze hét élő adást jelentett ezen két évadban.
A nyolcadik évadban új szabályok kerültek bevezetésre, ennek értelmében négy széket helyeztek el a stúdióban, erre azok ülhettek, akiket a mentorok szerettek volna továbbjuttatni a következő hétre, a széken ülő versenyzők cserélődhettek az adás során. A nézői voksok alapján újabb négy versenyző juthatott be a következő élő adásba. A szabályok értelmében az első héten négy produkció számára ért volna véget a verseny, de a visszalépő versenyző miatt, csak hárman távoztak. A második és a harmadik héten két versenyző számára ért véget a verseny. Az új szabályzat mindössze öt élő adást jelentett az évadban. Érdekesség, hogy a magyar X-Faktor volt az első, ahol ezt a rendszert alkalmazták.
A kilencedik évadban ugyanazok a szabályok voltak érvényesek, mint az előző szériában, annyi különbséggel, hogy az első héten négy kieső volt.
A tizedik és a tizenegyedik évadban a szabályok nem változtak.
Az első öt évadban SMS-ben és telefonhívással lehetett szavazni.
A hatodiktól a tizedik évadig az RTL24 alkalmazással és SMS-ben is lehetett szavazni.
A tizenegyedik évadban az RTL.hu alkalmazással, a szavazas.rtl.hu oldalon és SMS-ben lehetett szavazni.
A tizenegyedik évad első élő show-jában az addigi RTL Klub neve RTL-re változott.
A tizenkettedik évadban az élő showk stúdiója 11 évad után teljesen megújult. Az új stúdió lehetőséget biztosít korlátozott számban jegyek eladására is. Ezek mellett ebben az évadban az élő show szabályai is megváltoztak. A korábbiaktól eltérően a teljes szavazási etap alatt lehetett szavazni, három módon: az RTL.hu mobilapplikáción, a szavazas.rtl.hu oldalon és emelt díjas telefonhívással. Egy emelt díjas hívás öt applikációs szavazatot ért. Amikor a székek foglaltak voltak és a mentorok újabb versenyzőt ültettek le, a szavazás aktuális állása döntötte el, hogy kinek kell cserélnie a leültetett versenyzővel.

## Évadok
1. évadtól – 10. évadig

     Versenyző (mentor) "Fiúk" kategóriából

     Versenyző (mentor) "Lányok" kategóriából

     Versenyző (mentor) "22 év felettiek" vagy "25 év felettiek" vagy "28 év felettiek" kategóriából

     Versenyző (mentor) "Csapatok" és/vagy „Zenekarok” kategóriából

11. évad

     ByeAlex csapata

     Herceg Erika csapata

     Puskás Péter csapata

     Gáspár Laci csapata

12. évad–

     Majka csapata

     Tóth Andi csapata

     Valkusz Milán csapata

     Gáspár Laci csapata
| Évadok             | Évadbemutató         | Évadzáró           | Győztes                      | 2. helyezett                   | 3. helyezett                   | Győztes mentora | Műsorvezető(k)                 | Mentorok     | Mentorok         | Mentorok       | Mentorok       | Háttér műsorvezető             |
| ------------------ | -------------------- | ------------------ | ---------------------------- | ------------------------------ | ------------------------------ | --------------- | ------------------------------ | ------------ | ---------------- | -------------- | -------------- | ------------------------------ |
| Első évad          | 2010. augusztus 28.  | 2010. december 19. | Vastag Csaba 25 év felettiek | Takács Nikolas Fiúk            | Király L. Norbi Fiúk           | Nagy Feró       | Ördög Nóra Sebestyén Balázs    | Geszti Péter | Keresztes Ildikó | Malek Miklós   | Nagy Feró      | Istenes Bence                  |
| Második évad       | 2011. szeptember 3.  | 2011. december 18. | Kocsis Tibor 25 év felettiek | Muri Enikő Lányok              | Baricz Gergő Fiúk              | Malek Miklós    | Ördög Nóra                     | Geszti Péter | Keresztes Ildikó | Malek Miklós   | Nagy Feró      | Istenes Bence                  |
| Harmadik évad      | 2012. szeptember 1.  | 2012. december 16. | Oláh Gergő Fiúk              | Antal Timi Lányok              | Csobot Adél Lányok             | Geszti Péter    | Ördög Nóra                     | Geszti Péter | Keresztes Ildikó | Malek Miklós   | Nagy Feró      | Istenes Bence                  |
| Negyedik évad      | 2013. szeptember 7.  | 2013. december 15. | Danics Dóra 25 év felettiek  | ByTheWay Zenekarok             | Krasznai Tünde 25 év felettiek | Geszti Péter    | Istenes Bence Kovalcsik Ildikó | Geszti Péter | Tóth Gabi        | Szikora Róbert | Alföldi Róbert | Istenes Bence                  |
| Ötödik évad        | 2014. szeptember 6.  | 2014. december 21. | Tóth Andi Lányok             | Horányi Juli 25 év felettiek   | Benji Fiúk                     | Szikora Róbert  | Istenes Bence                  | Little G     | Tóth Gabi        | Szikora Róbert | Alföldi Róbert | Szabó Zsófi                    |
| Hatodik évad       | 2016. szeptember 24. | 2016. december 17. | Opitz Barbara Lányok         | Mata Ricsi Fiúk                | Gorbunov Dmitrij Fiúk          | Tóth Gabi       | Istenes Bence                  | Puskás Peti  | Tóth Gabi        | ByeAlex        | Gáspár Laci    | Kovács Dóri                    |
| Hetedik évad       | 2017. szeptember 2.  | 2017. november 25. | Ricco & Claudia Zenekarok    | Serena Rigacci Lányok          | Gulyás Roland Fiúk             | Gáspár Laci     | Lékai-Kiss Ramóna              | Puskás Peti  | Radics Gigi      | ByeAlex        | Gáspár Laci    | Farkas Alexa                   |
| Nyolcadik évad     | 2018. október 6.     | 2018. december 15. | USNK Zenekarok               | Stolen Beat Zenekarok          | Tamáska Gabriella Lányok       | ByeAlex         | Lékai-Kiss Ramóna              | Puskás Peti  | Radics Gigi      | ByeAlex        | Gáspár Laci    | Szabó Zsófi Kamarás Norbert    |
| Kilencedik évad    | 2019. október 5.     | 2019. december 14. | Ruszó Tibor Fiúk             | Vanek Andor Fiúk               | Zdroba Patrik 25 év felettiek  | ByeAlex         | Lékai-Kiss Ramóna              | Puskás Peti  | Dallos Bogi      | ByeAlex        | Gáspár Laci    |                                |
| Tizedik évad       | 2021. október 9.     | 2021. december 18. | Alee Fiúk                    | Kocsis Paulina 22 év felettiek | Ferenczi Kamilla Lányok        | ByeAlex         | Miller Dávid                   | Puskás Peti  | Csobot Adél      | ByeAlex        | Gáspár Laci    | Szomjas Dzsenifer              |
| Tizenegyedik évad  | 2022. szeptember 3.  | 2022. november 19. | Solyom Bernadett             | Kiss Kevin                     | Mihályfi Luca                  | ByeAlex         | Miller Dávid                   | Puskás Peti  | Herceg Erika     | ByeAlex        | Gáspár Laci    | Kamarás Norbi Kármán Odett     |
| Tizenkettedik évad | 2024. szeptember 7.  | 2024. december 7.  | Fehér Krisztián              | Sárközi Roland                 | Éberkóma                       | Valkusz Milán   | Miller Dávid Pápai Joci        | Majka        | Tóth Andi        | Valkusz Milán  | Gáspár Laci    | Szépréthy Roland Medvéssy Ákos |
| Tizenharmadik évad | 2025. szeptember 6.  |                    |                              |                                |                                |                 | Miller Dávid Pápai Joci        | Majka        | Tóth Andi        | Valkusz Milán  | Gáspár Laci    |                                |

1 A hatodik évad eredetileg 2015-ben került volna képernyőre, viszont 2015 márciusában az RTL bejelentette, hogy a műsor szünetre vonul és csak a következő évben, 2016-ban tér vissza, helyette az újonnan megvásárolt tehetségkutató, a Hungary’s Got Talent került adásba.
2 A hetedik évad fináléjában Istenes Bence helyettesítette Lékai-Kiss Ramónát, akinek a Celeb vagyok, ments ki innen! miatt Afrikába kellett utaznia.
3 A tizedik évad eredetileg 2020 őszén vette volna kezdetét, de 2021 őszére halasztották a COVID-19 koronavírus-járvány miatt. A műsorvezető Miller Dávid volt.
4 A tizenkettedik évad eredetileg 2023-ban lett volna, viszont 2023 februárjában az RTL bejelentette, hogy a műsor szünetre vonul és csak a következő évben, 2024-ben tér vissza, helyette a 2012-2013-ban a konkurens csatornán bemutatott The Voice második évada kerül adásba.

## A zsűri és a műsorvezetők

### A zsűri
Az első három évadban a zsűrit Geszti Péter énekes, producer, dalszövegíró; Nagy Feró énekes, dalszövegíró; Keresztes Ildikó énekes-színművész és Malek Miklós zenei producer, dalszerző alkotta.
2012. december 16-án, a harmadik évad fináléja után Malek Miklós az X-faktor háttérműsorában, a Cool TV-n az AfterX-ben adott interjúban bejelentette, hogy a negyedik szériát már nem vállalja. A döntésével kapcsolatban ezt nyilatkozta: „Az eredménytől és attól függetlenül, hogy 2013-ban is lesz X-Faktor, befejezem a mentori feladatokat. Ennek az évadnak már úgy vágtam neki, ez lesz az utolsó ilyen szerepköröm az RTL tehetségkutatójában”. 2013. március 12-én az RTL Fókusz című műsorában Keresztes Ildikó is bejelentette, hogy távozásra kényszeríti magát. 2013 áprilisában Nagy Feró is bejelentette, hogy távozik a zsűriből.
2013. április 29-én hivatalosan bejelentették a negyedik évad mentorait: Geszti Péter mellé került a korábban esélyesnek tartott énekes, Tóth Gabi;  Alföldi Róbert színész, műsorvezető, rendező és Szikora Róbert, énekes.
2013. december 19-én Geszti Péter – az első mentorgárda egyetlen megmaradt tagja – bejelentette a Fókusz című műsorban, hogy távozik a zsűriből. Helyét Szűcs Gábor (Little G Weevil) zenész, producer vette át.
2016. június 8-án hivatalosan bejelentették a hatodik évad mentorait: Tóth Gabi mellé került a korábban esélyesnek tartott énekes, dalszerző Gáspár Laci,  Puskás Peti énekes, színész; és ByeAlex énekes.
2017. március 9-én Tóth Gabi bejelentette a Fókusz című műsorban, hogy a hetedik évadban már nem kíván mentorként részt venni, helyét Radics Gigi énekesnő vette át. A nyolcadik évadban a mentorok személyében nem történt változás.
2019. március végén Radics Gigi bejelentette, hogy távozik a zsűriből. Helyére a kilencedik évadban Dallos Bogi került, de mintegy egy évad után ő is távozni kényszerült. Gáspár Laci, Puskás Peti és ByeAlex a kilencedik évadban is mentorok voltak, immáron negyedik alkalommal.
A tizedik évadban Dallos Bogi helyére Csobot Adél került, ugyanis Bogi a karrierjére akart koncentrálni.
A tizenegyedik évadban Csobot Adél helyére Herceg Erika került, ugyanis Adél új kihívásokat keres. ByeAlex, Gáspár Laci és Puskás Peti továbbra is a zsűri tagjai voltak, immáron hatodik alkalommal.
2023. február 4-én ByeAlex bejelentette, hogy a 12. évadra már nem tér vissza a mentorok közé.
A tizenkettedik évadban Gáspár Laci mellé 3 új mentor érkezett. Gáspár Laci a magyar X-Faktorban a leghosszabb ideje szerepel mentorként, ugyanis hetedik alkalommal látja el ezt a pozíciót. 2024. április 8-án bejelentették, hogy az egyik új mentor Majoros Péter „Majka” lesz. 2024. április 15-én bejelentették, hogy a harmadik férfi mentor VALMAR duó tagja, Valkusz Milán lesz. 2024. április 22-én a Fókuszban bejelentették, hogy a női mentor a műsor 5. évadának győztese, Tóth Andi lesz.
A tizenharmadik évadban  a mentorok személyét illetően nem történt változás.

A zsűri galériája
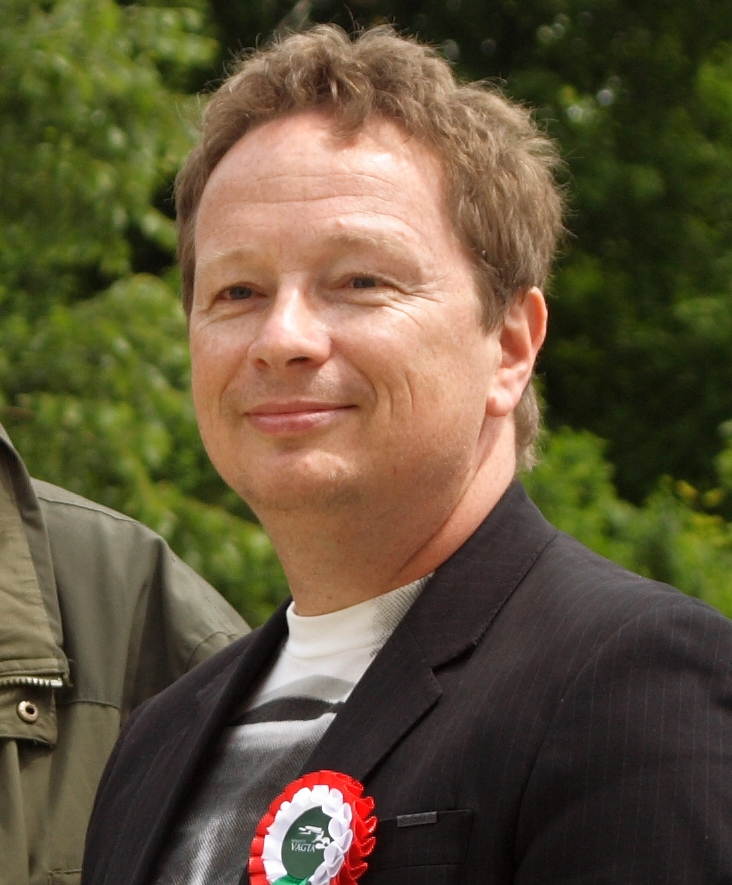
Geszti Péter
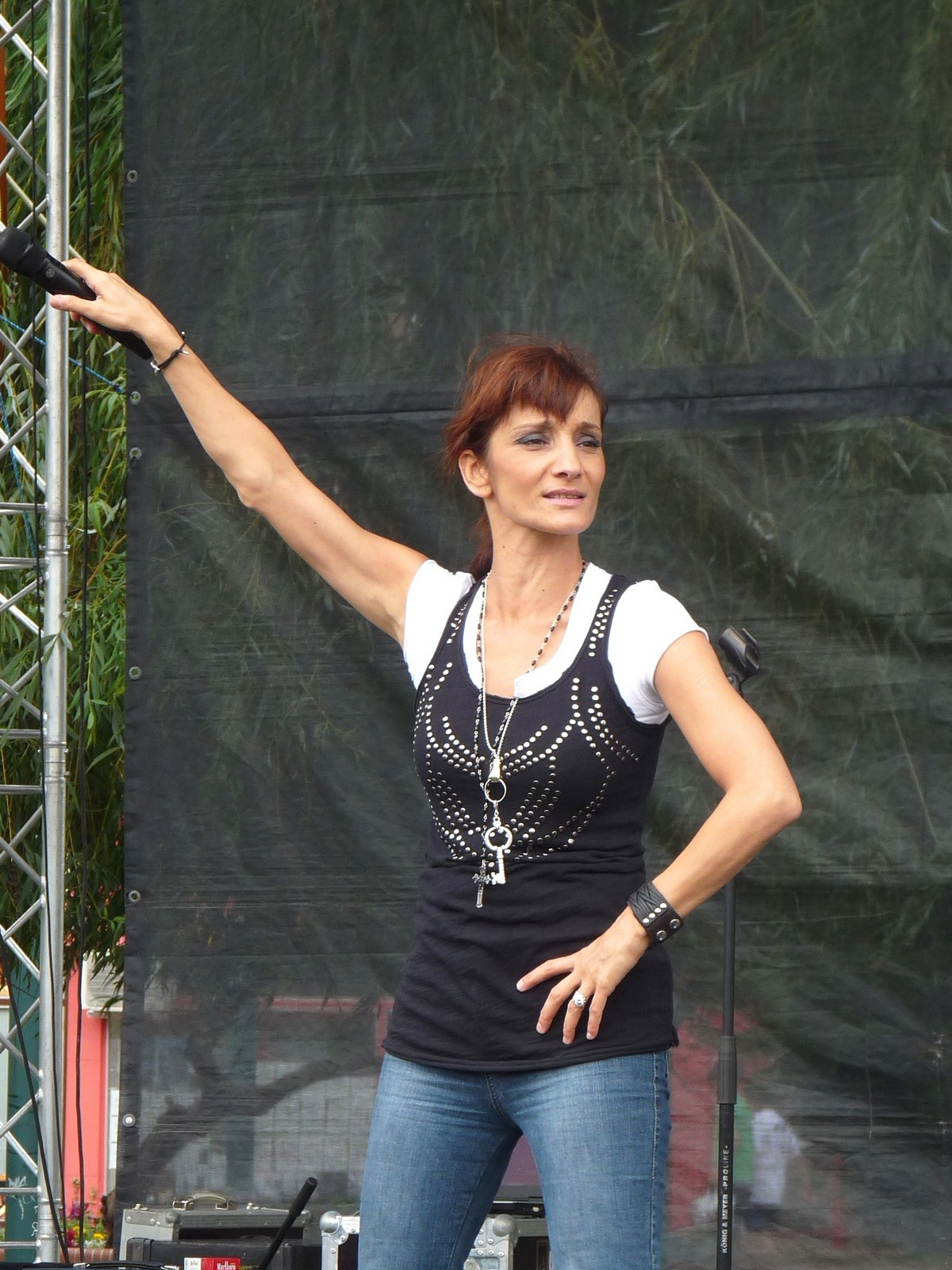
Keresztes Ildikó
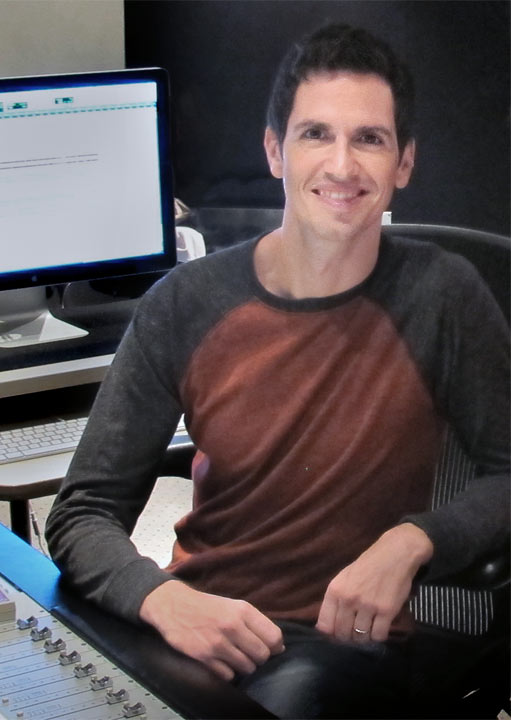
Malek Miklós
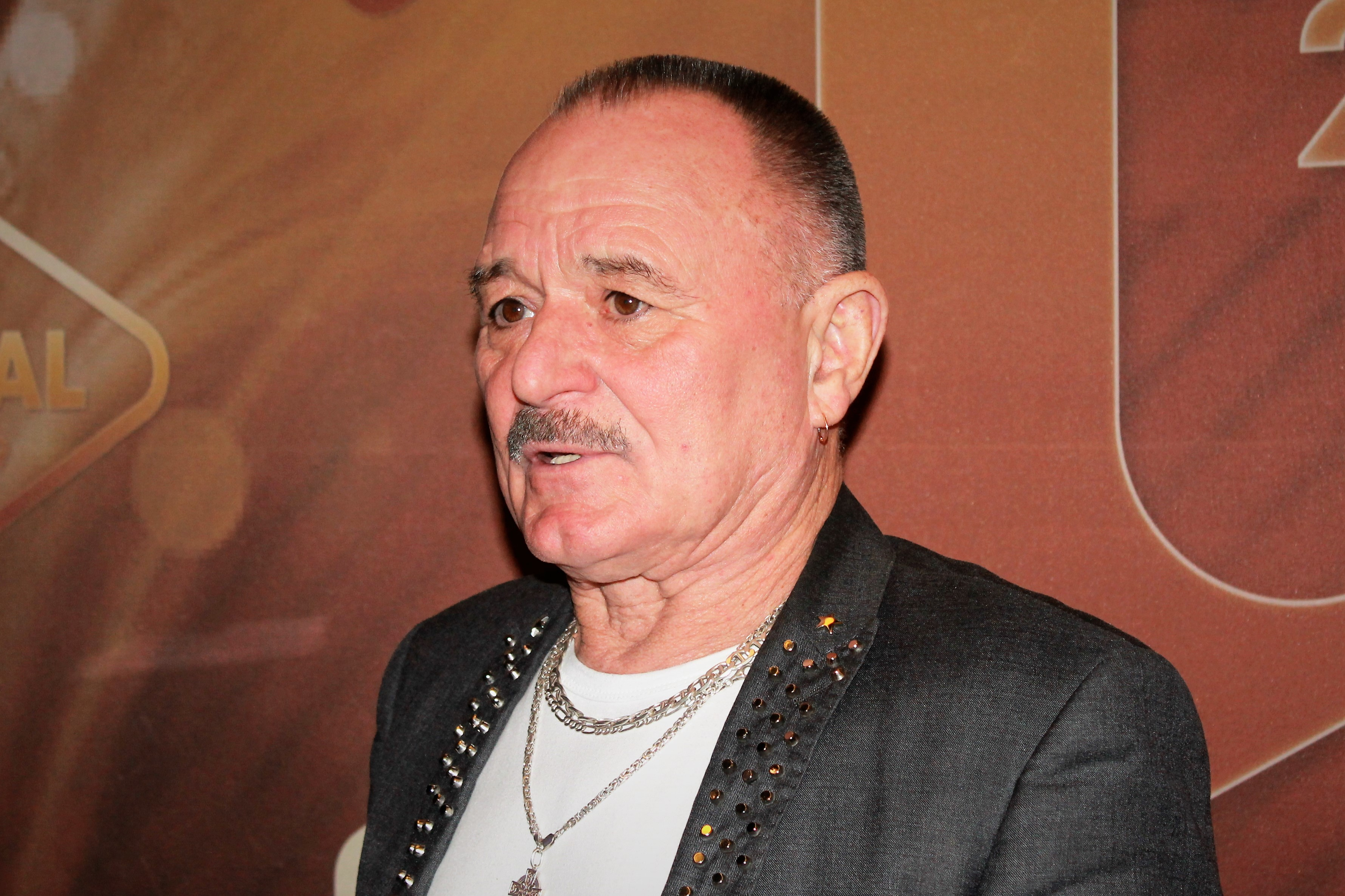
Nagy Feró
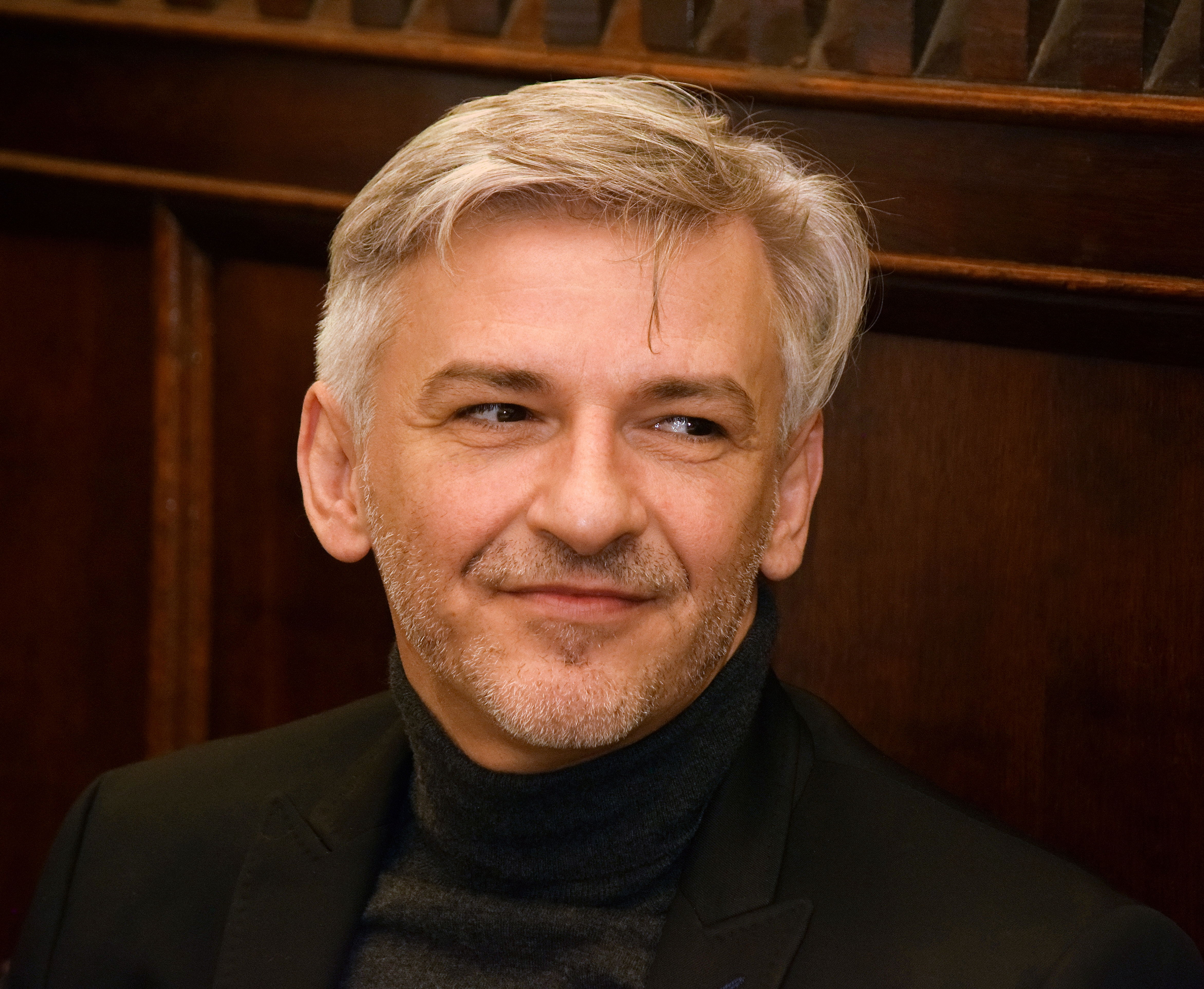
Alföldi Róbert
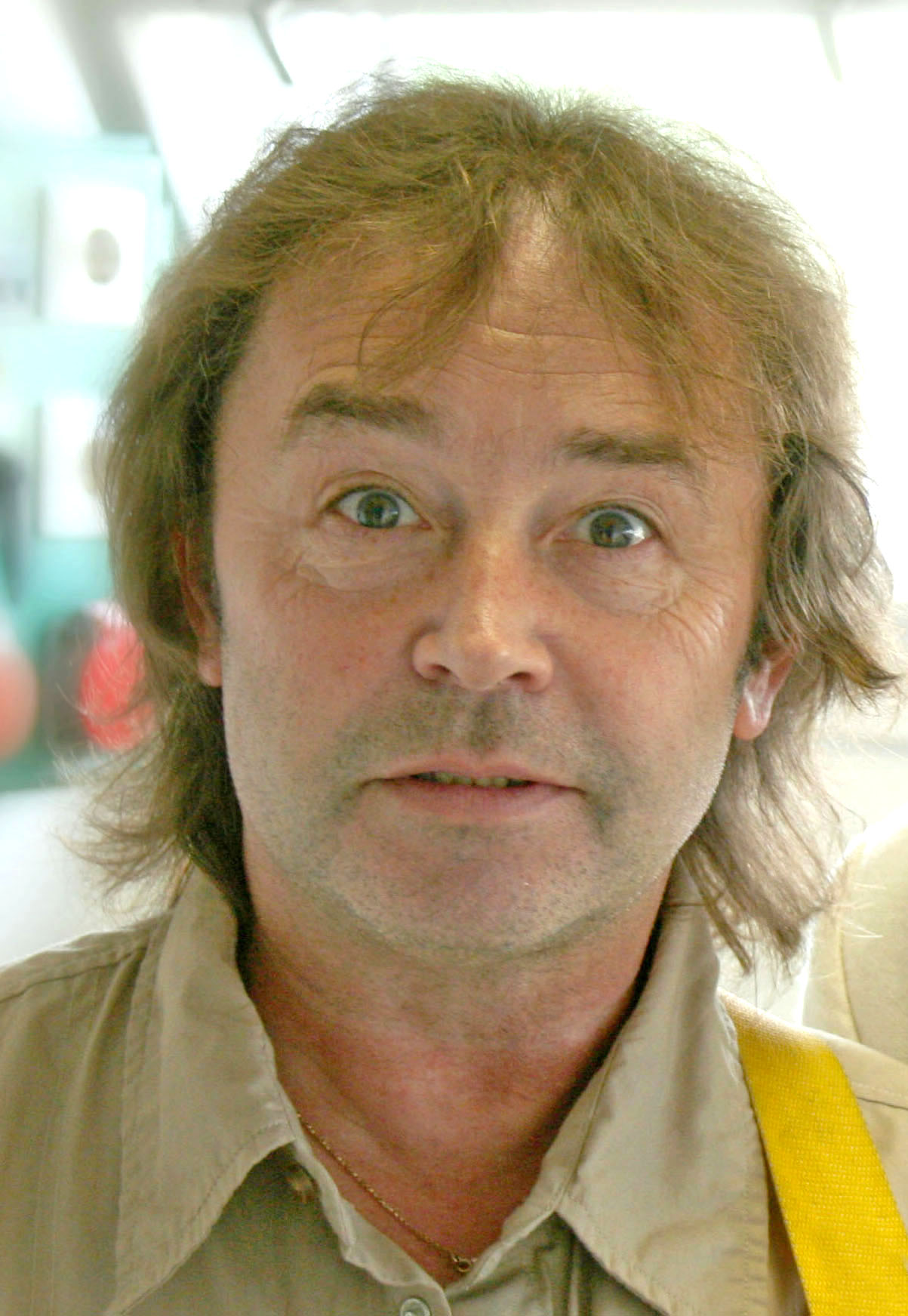
Szikora Róbert
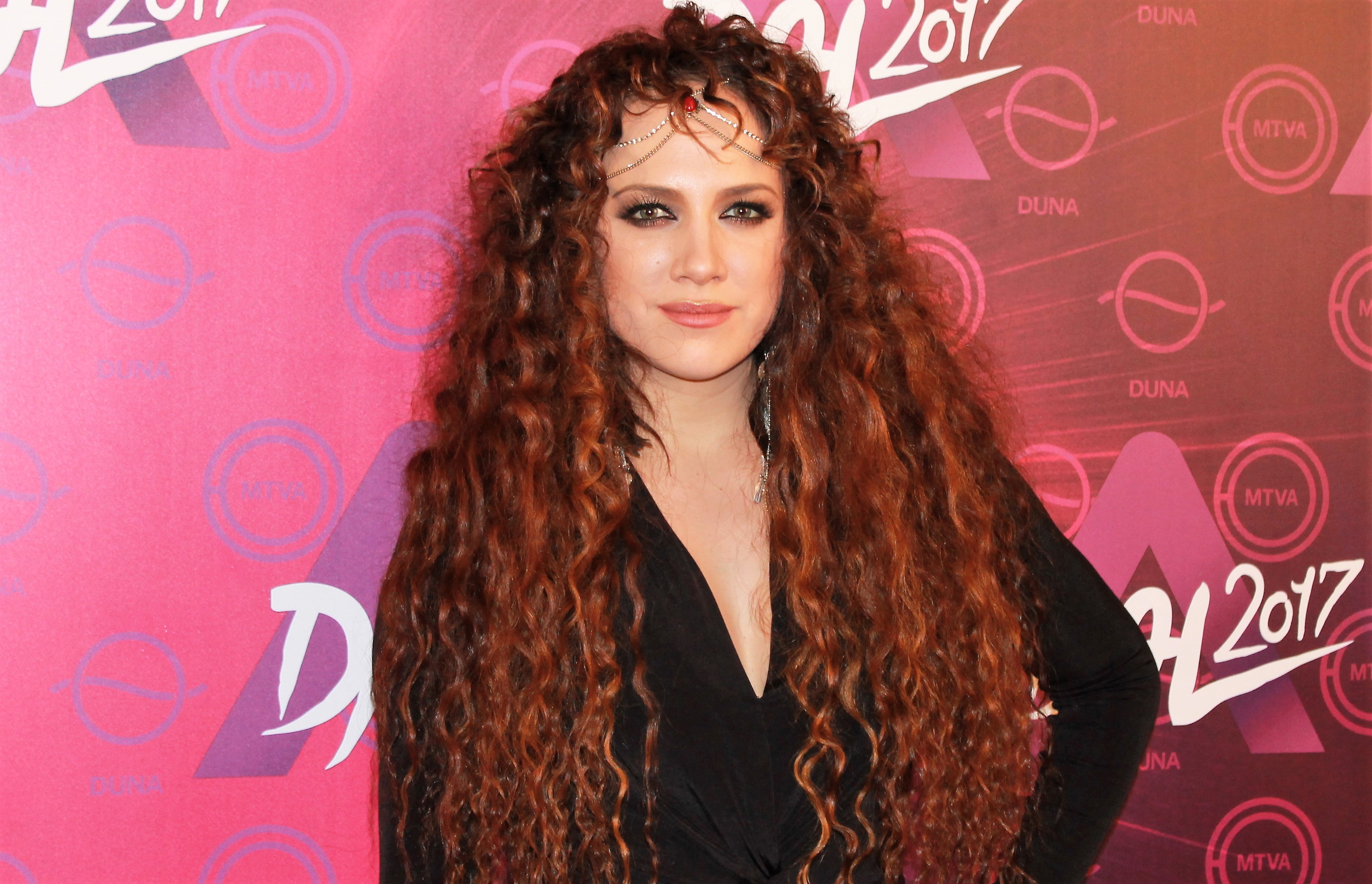
Tóth Gabi
Szűcs Gábor
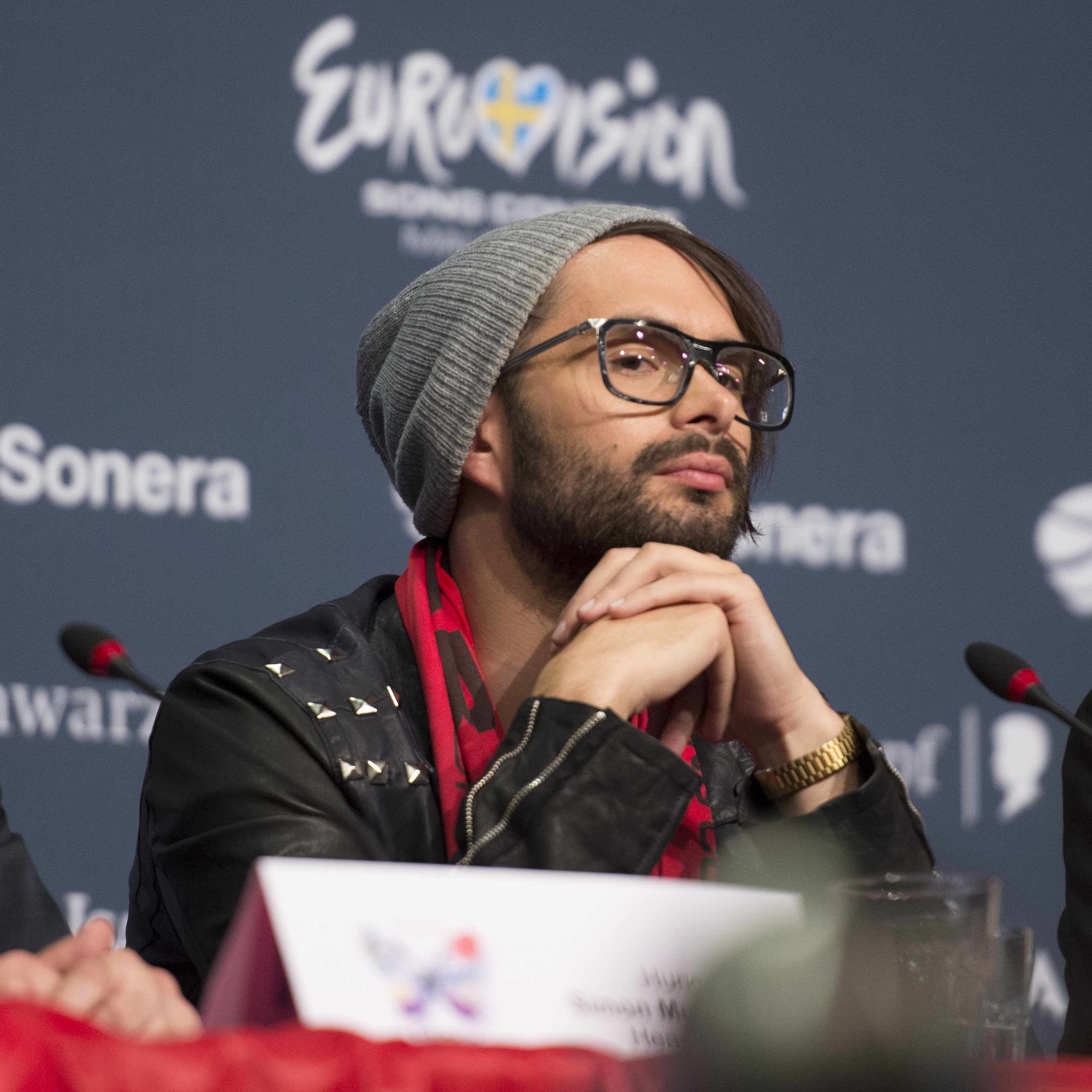
ByeAlex
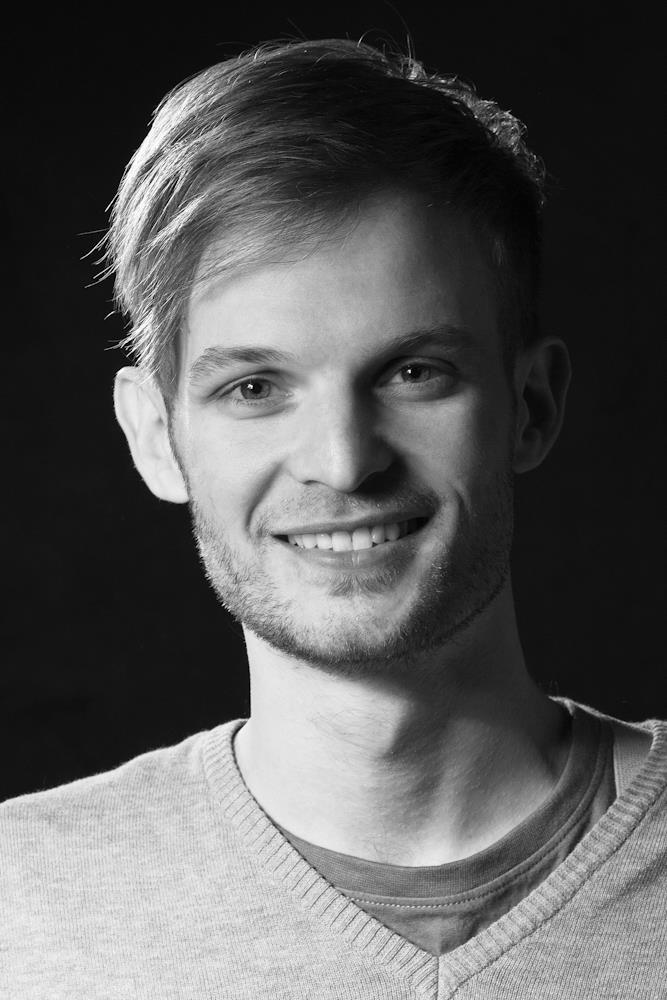
Puskás Peti
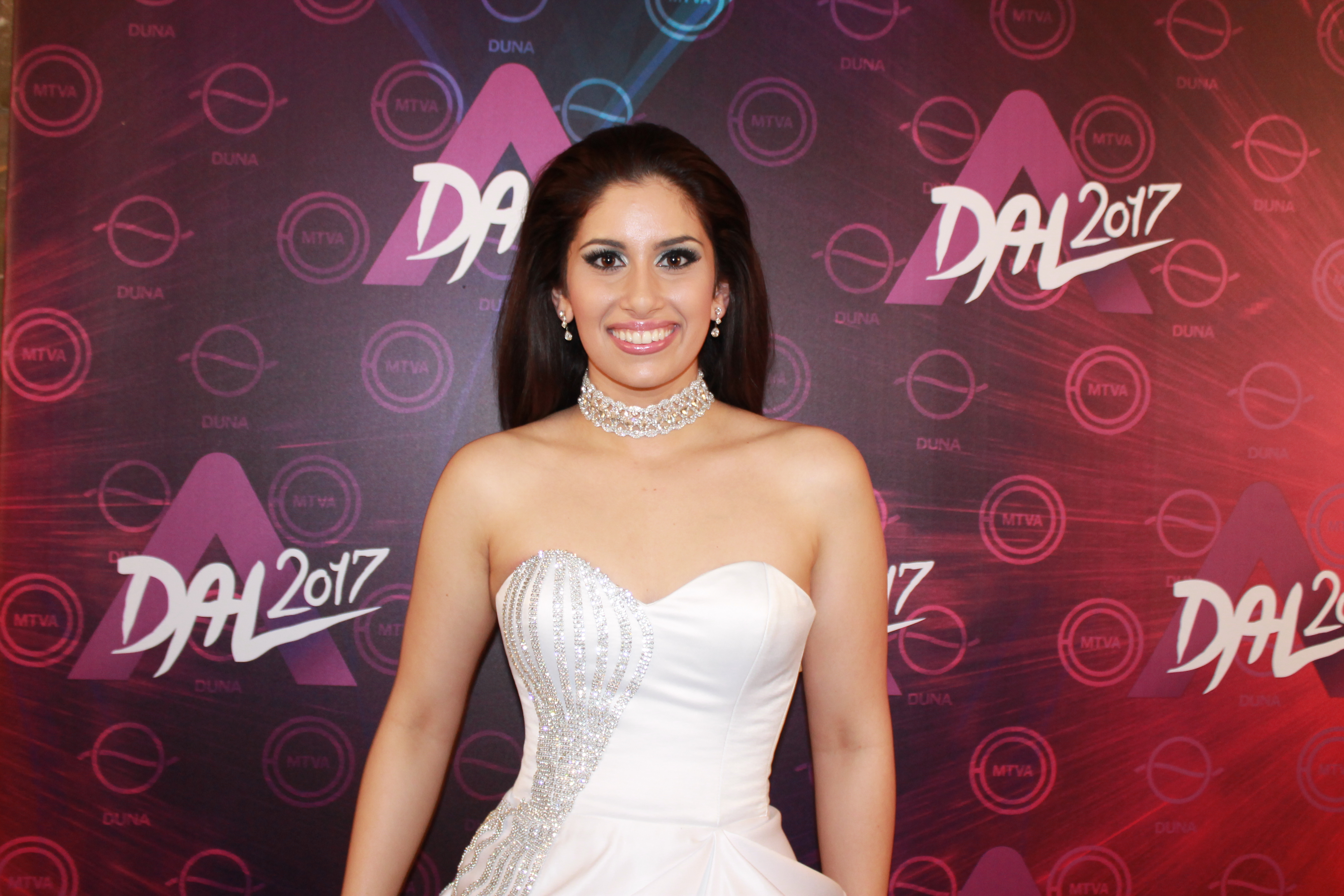
Radics Gigi
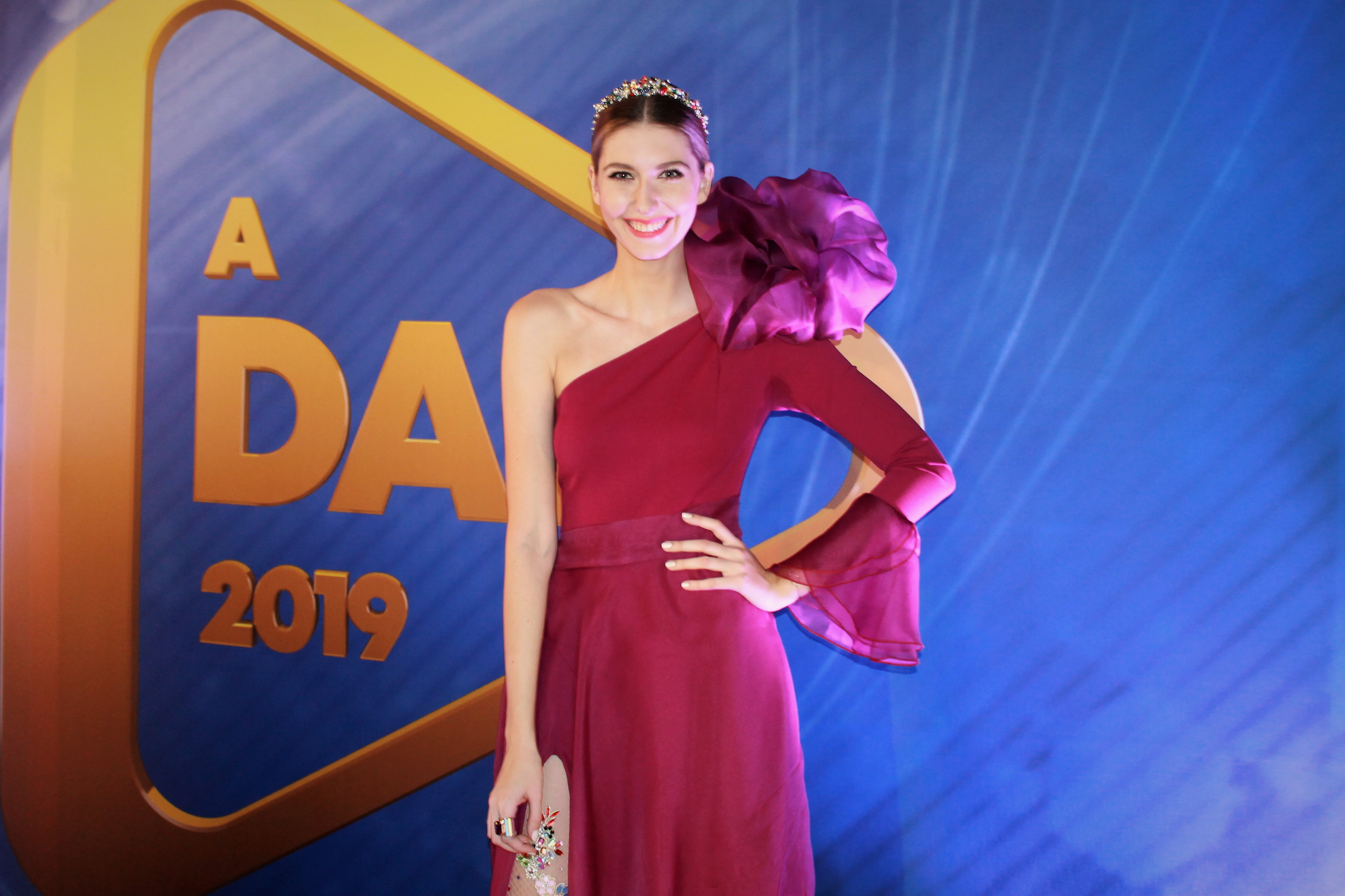
Dallos Bogi
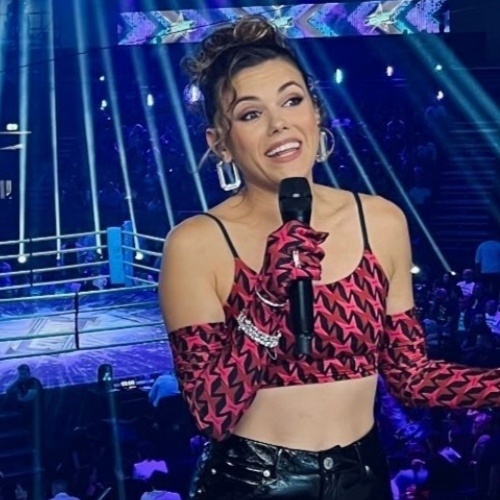
Csobot Adél
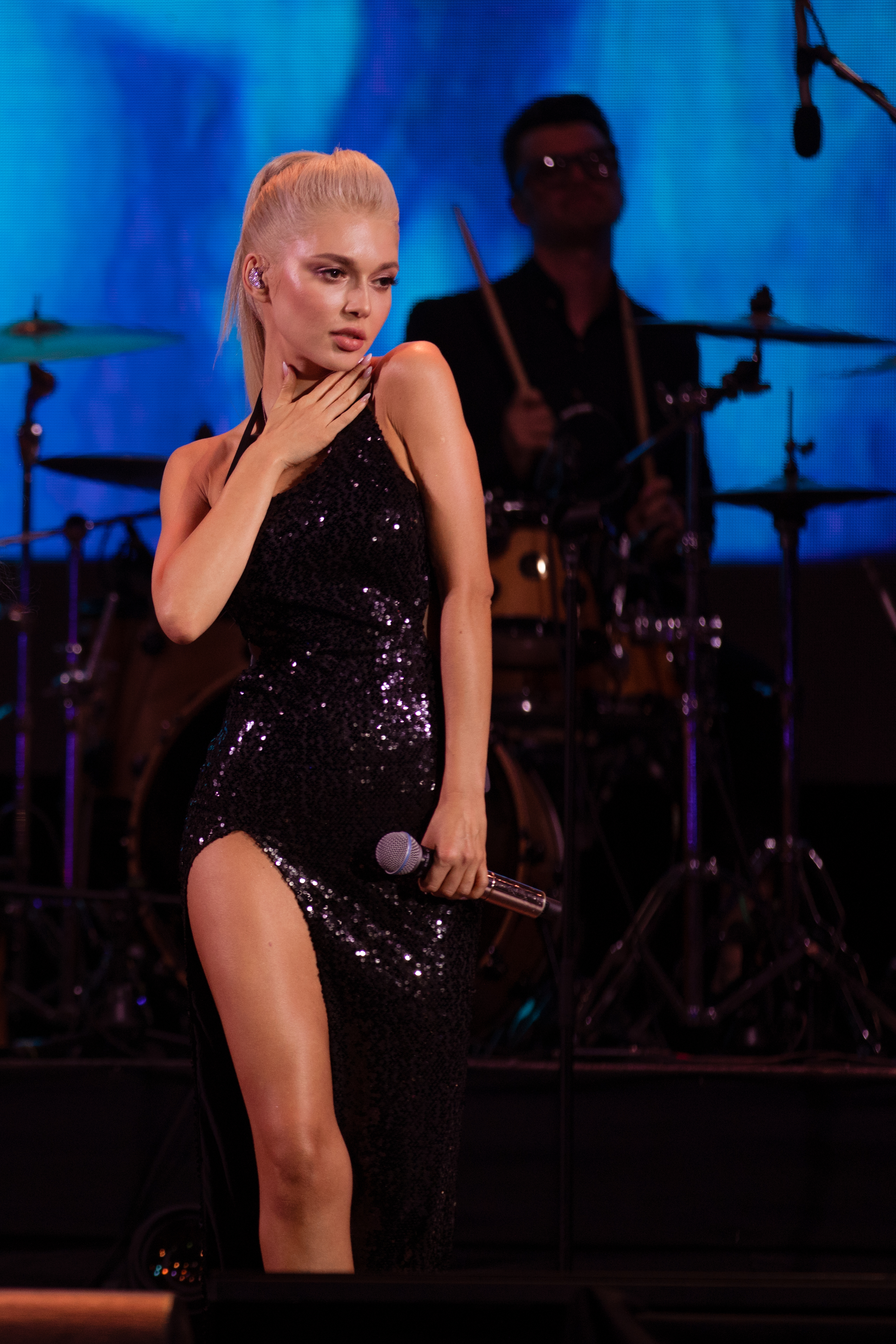
Herceg Erika
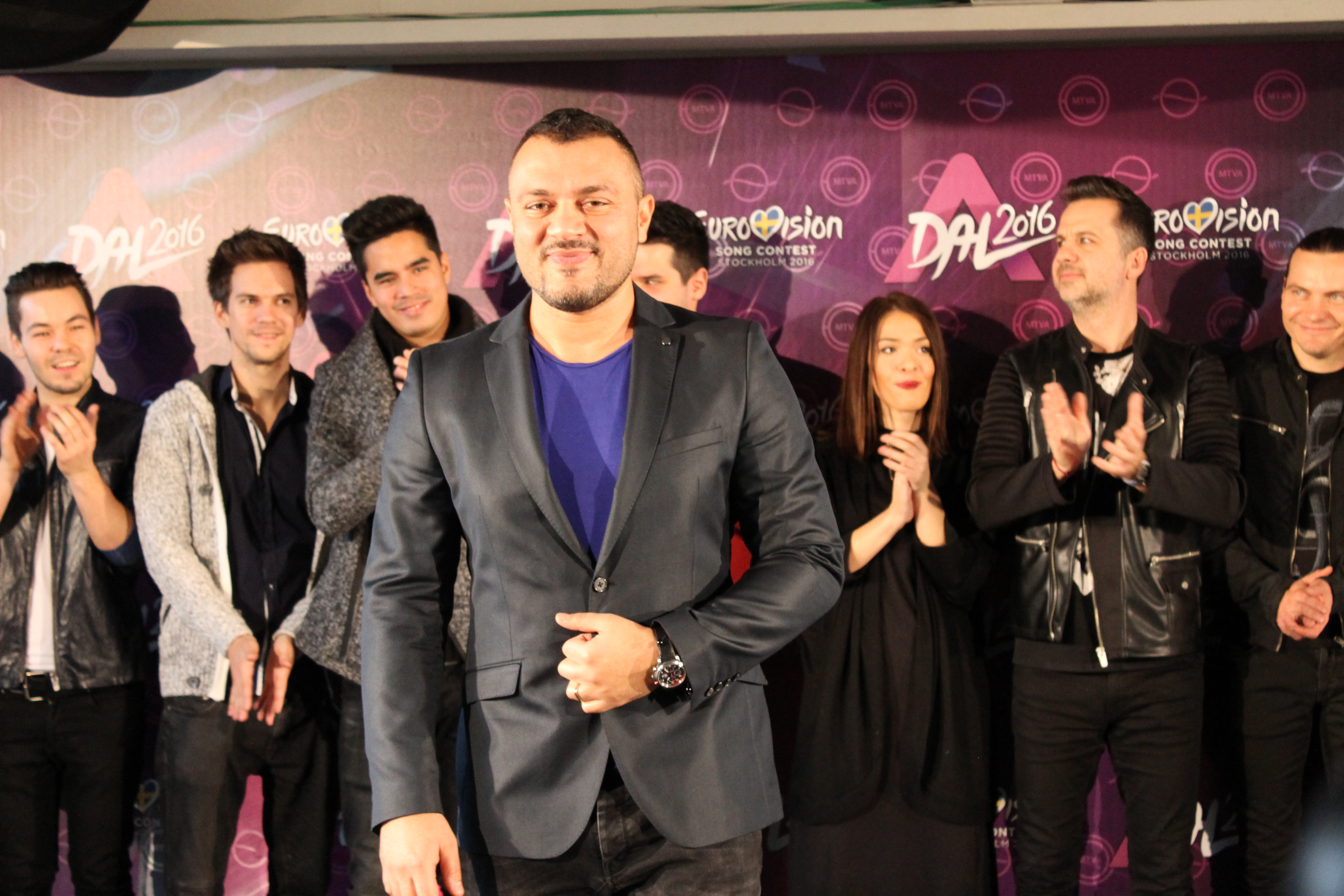
Gáspár Laci
Valkusz Milán
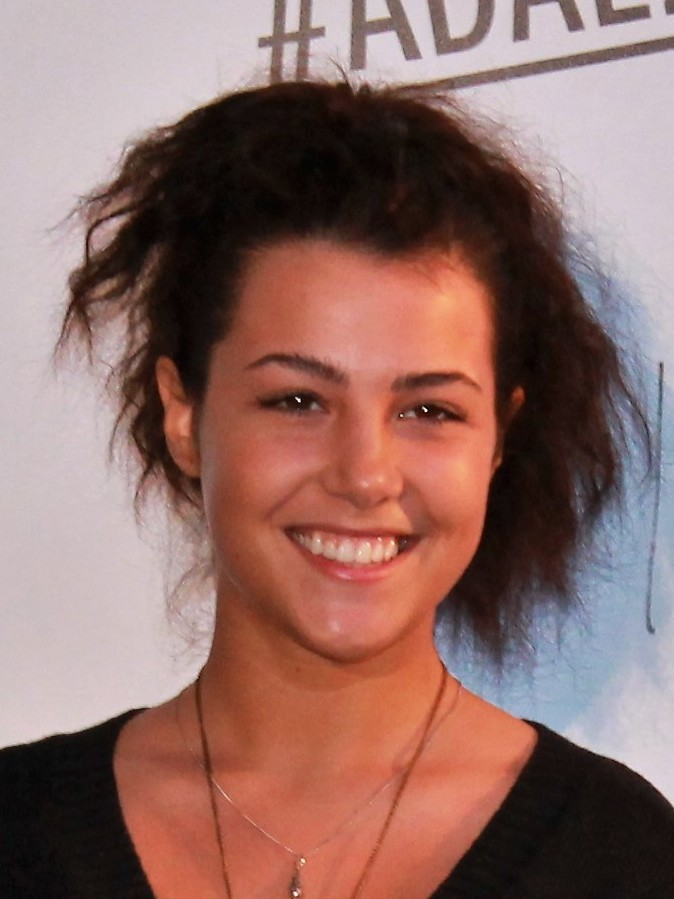
Tóth Andi
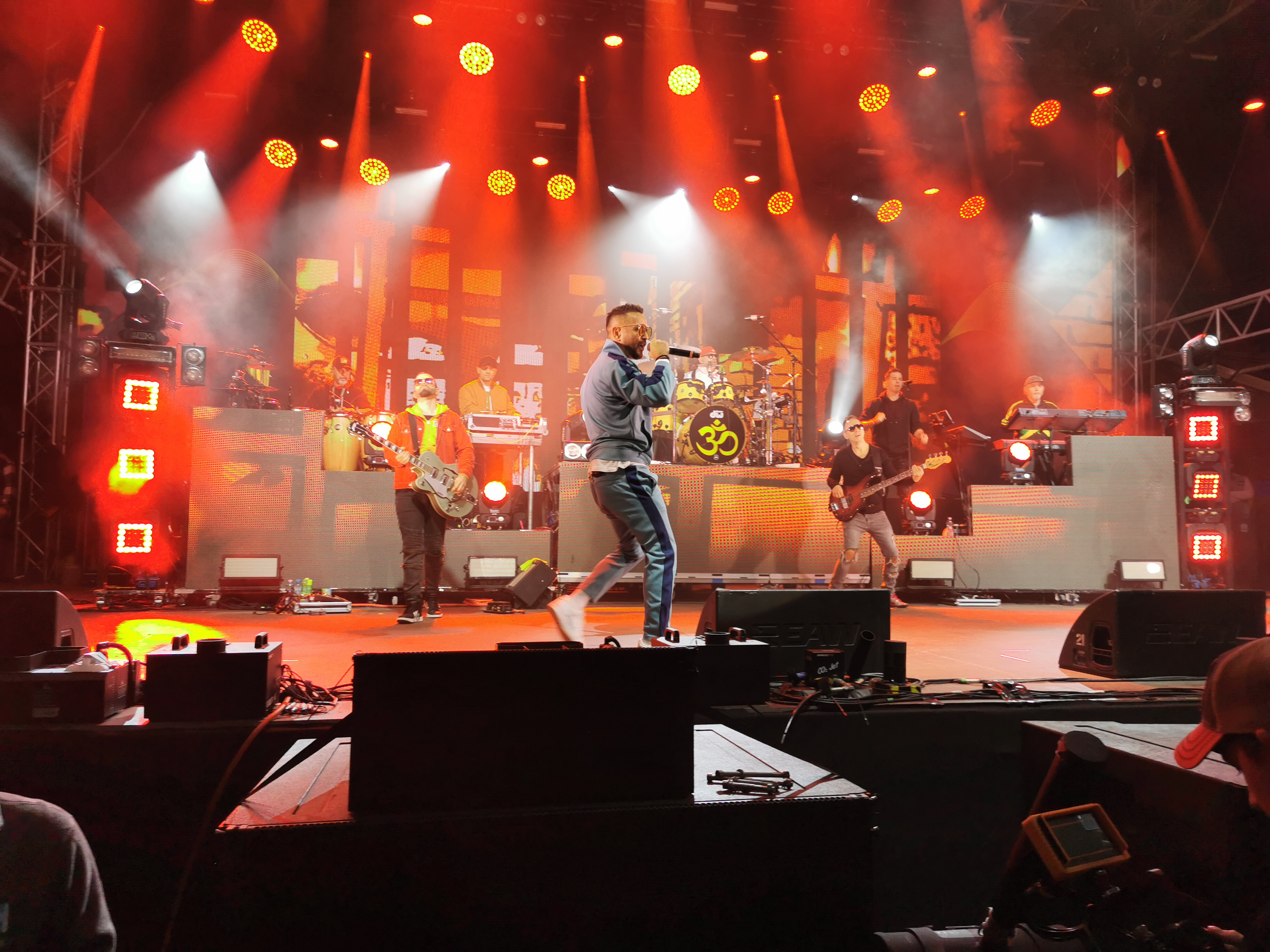
Majka

### Műsorvezetők
Az eredeti tervek szerint Ördög Nóra és Stohl András lettek volna műsorvezetők. Azonban Stohl András időközben baleset-okozási botránya miatt nem tudta elvállalni a műsorvezetést, így Ördög Nóra mellé új férfi műsorvezetőt kerestek. Több név is felmerült, végül Sebestyén Balázs lett az X-Faktor férfi műsorvezetője.
A második évadot Sebestyén Balázs már nem vállalta. Ördög Nóra mellé nem kerestek új műsorvezetőt, így egyedül vezette az X-Faktor második és harmadik szériáját is.
A negyedik évadot Ördög Nóra a terhessége miatt nem vállalta el. Helyére több lehetséges esélyes volt, köztük Stohl András, de Sebestyén Balázs is felmerült. Végül 2013. május 17-én bejelentették, hogy a műsorvezetők Lilu és a korábban szintén esélyes Istenes Bence lesznek.
Az eredeti tervek szerint az ötödik széria műsorvezetője Ördög Nóra lett volna. Azonban ő időközben ismét várandós lett, majd átigazolt a rivális TV2-höz, így nem tudta vállalni a műsorvezetést. Liluval az ötödik évadban már nem találkozhattunk, így Istenes Bence egyedül vezette a műsor ötödik és hatodik évadát is.
A hetedik évad vezetését Istenes Bence már nem vállalta. Az új műsorvezető a Barátok köztből ismert Kiss Ramóna lett, a döntőt viszont Istenes Bence vezette, mert Kiss Ramónának a Celeb vagyok, ments ki innen! miatt Afrikába kellett utaznia.
A nyolcadik és kilencedik évadban a műsorvezető személye nem változott.
A tizedik évadban az új műsorvezető Miller Dávid volt, miután 2020-ban Lékai-Kiss Ramóna átigazolt a rivális TV2-höz.
A tizenegyedik évadban a műsorvezető személye nem változott.
A tizenkettedik évadot az ezen pozíciót immáron harmadik alkalommal ellátó Miller Dávid a rivális TV2-től átigazolt Pápai Jocival közösen vezette.
A tizenharmadik évadban a műsorvezetők személye nem változott.

### Idővonal
– Mentor/Műsorvezető

     – Versenyző
|                   | Évadok       | Évadok       | Évadok       | Évadok       | Évadok       | Évadok       | Évadok       | Évadok       | Évadok       | Évadok       | Évadok       | Évadok       | Évadok       |
| 1.                | 2.           | 3.           | 4.           | 5.           | 6.           | 7.           | 8.           | 9.           | 10.          | 11.          | 12.          | 13.          |              |
| Műsorvezetők      | Műsorvezetők | Műsorvezetők | Műsorvezetők | Műsorvezetők | Műsorvezetők | Műsorvezetők | Műsorvezetők | Műsorvezetők | Műsorvezetők | Műsorvezetők | Műsorvezetők | Műsorvezetők | Műsorvezetők |
| ----------------- | ------------ | ------------ | ------------ | ------------ | ------------ | ------------ | ------------ | ------------ | ------------ | ------------ | ------------ | ------------ | ------------ |
| Miller Dávid      |              |              |              |              |              |              |              |              |              |              |              |              |              |
| Pápai Joci        |              |              |              |              |              |              |              |              |              |              |              |              |              |
| Lékai-Kiss Ramóna |              |              |              |              |              |              |              |              |              |              |              |              |              |
| Istenes Bence     |              |              |              |              |              |              |              |              |              |              |              |              |              |
| Lilu              |              |              |              |              |              |              |              |              |              |              |              |              |              |
| Ördög Nóra        |              |              |              |              |              |              |              |              |              |              |              |              |              |
| Sebestyén Balázs  |              |              |              |              |              |              |              |              |              |              |              |              |              |
| Mentorok          |              |              |              |              |              |              |              |              |              |              |              |              |              |
| Gáspár Laci       |              |              |              |              |              |              |              |              |              |              |              |              |              |
| Majka             |              |              |              |              |              |              |              |              |              |              |              |              |              |
| Valkusz Milán     |              |              |              |              |              |              |              |              |              |              |              |              |              |
| Tóth Andi         |              |              |              |              |              |              |              |              |              |              |              |              |              |
| Puskás Peti       |              |              |              |              |              |              |              |              |              |              |              |              |              |
| ByeAlex           |              |              |              |              |              |              |              |              |              |              |              |              |              |
| Herceg Erika      |              |              |              |              |              |              |              |              |              |              |              |              |              |
| Csobot Adél       |              |              |              |              |              |              |              |              |              |              |              |              |              |
| Dallos Bogi       |              |              |              |              |              |              |              |              |              |              |              |              |              |
| Radics Gigi       |              |              |              |              |              |              |              |              |              |              |              |              |              |
| Tóth Gabi         |              |              |              |              |              |              |              |              |              |              |              |              |              |
| Alföldi Róbert    |              |              |              |              |              |              |              |              |              |              |              |              |              |
| Szikora Róbert    |              |              |              |              |              |              |              |              |              |              |              |              |              |
| Little G          |              |              |              |              |              |              |              |              |              |              |              |              |              |
| Geszti Péter      |              |              |              |              |              |              |              |              |              |              |              |              |              |
| Nagy Feró         |              |              |              |              |              |              |              |              |              |              |              |              |              |
| Malek Miklós      |              |              |              |              |              |              |              |              |              |              |              |              |              |
| Keresztes Ildikó  |              |              |              |              |              |              |              |              |              |              |              |              |              |

## A mentorok kategóriái (csapatai) és a döntősök
Jelmagyarázat:
     – Győztes mentor/kategória. A győztesek neve félkövér, a többi versenyző neve kis betűvel szedett. Azon versenyzők neve, akik a hetedik, a nyolcadik, a kilencedik és a tizedik évadban  úgy jutottak az élő show-ba, hogy a sorsukat a mentoruk a másik három mentor kezébe adta, dőlt betűvel szedett. Azon versenyzők neve, akik tizenegyedik évadban úgy jutottak be az élő show-ba, hogy a mentorházban a mentoruk lemondott róluk és egy másik mentor csapatába kerültek, dőlt betűkkel szedett.
A 11. évadtól a mentorok nem kapnak kategóriákat, hanem ők választhatják ki saját versenyzőiket. Érdekes, hogy a magyar X-Faktor az első, ahol ezt a formátumot alkalmazták.

| Évadok             | Geszti Péter                                                    | Keresztes Ildikó                                           | Malek Miklós                                             | Nagy Feró                                                         |
| ------------------ | --------------------------------------------------------------- | ---------------------------------------------------------- | -------------------------------------------------------- | ----------------------------------------------------------------- |
| Első évad          | Lányok Domokos Fanni Janicsák Veca Shodeinde Dorka              | Fiúk Király L. Norbi Takács Nikolas Vastag Tamás           | Zenekarok Mimi & Gergő Non Stop Summer Sisters           | 25 év felettiek Szabó Mariann Vastag Csaba Wolf Kati              |
| Második évad       | Zenekarok Apollo 23 Ikrek Rocktenors                            | Fiúk Baricz Gergő Demes Tamás Lil C.                       | 25 év felettiek Gyurcsík Tibor Kocsis Tibor Tarány Tamás | Lányok Bagosi Alexa Kováts Vera Muri Enikő                        |
| Harmadik évad      | Fiúk Fehér Zoltán Oláh Gergő Szabó Dávid                        | 28 év felettiek Stone Lass Bea Zámbó Krisztián             | Lányok Antal Timi Csobot Adél Kvaka Andrea               | Zenekarok Like P.J.Z. Spirit                                      |
| Évadok             | Geszti Péter                                                    | Tóth Gabi                                                  | Szikora Róbert                                           | Alföldi Róbert                                                    |
| Negyedik évad      | 25 év felettiek Bozsek Márk Danics Dóra Krasznai Tünde          | Fiúk Csordás Ákos Szabó Ádám Tóth Marci                    | Zenekarok ByTheWay Fat Phoenix MDC                       | Lányok Batánovics Lili Eckert Anikó Péterffy Lili                 |
| Évadok             | Little G                                                        | Tóth Gabi                                                  | Szikora Róbert                                           | Alföldi Róbert                                                    |
| Ötödik évad        | 25 év felettiek Andelic Jonathan Horányi Juli Kállai-Kiss Zsófi | Zenekarok Pálinka Republik Spoon Tha Shudras               | Lányok Ilyés Jenifer Jakab-Péter Izabella Tóth Andi      | Fiúk Benji Borbély Richárd Nagy Richárd Szabó Richárd             |
| Évadok             | Gáspár Laci                                                     | Tóth Gabi                                                  | ByeAlex                                                  | Puskás Peti                                                       |
| Hatodik évad       | 25 év felettiek Balogh Eszter Fejes Szandra Ónodi János         | Lányok Jáger Kinga Opitz Barbara Vince Aliz Liza           | Zenekarok Ham ko Ham Jaggers Soulbreakers                | Fiúk Dánielfy Gergő Gorbunov Dmitrij Mata Ricsi 5                 |
| Évadok             | Gáspár Laci                                                     | Radics Gigi                                                | ByeAlex                                                  | Puskás Peti                                                       |
| Hetedik évad       | Zenekarok London Kids Radio Mobster Ricco & Claudia             | Fiúk Bereznay Dániel 6 Gulyás Roland Mézes Norbert         | Lányok Erdős Viola Serena Rigacci Tóth Bettina           | 25 év felettiek Abaházi Nagy Lívia Berta Dániel Hegedűs Péter     |
| Nyolcadik évad     | Lányok Arany Tímea Tamáska Gabriella Urbanovics Vivien          | 25 év felettiek Balog Janó Kurokawa Takayuki Ölveti László | Zenekarok Ricky & the Drunken Sailors Stolen Beat USNK   | Fiúk Kovács Pál Szekér Gergő Nagy Krisztián7                      |
| Évadok             | Gáspár Laci                                                     | Dallos Bogi                                                | ByeAlex                                                  | Puskás Peti                                                       |
| Kilencedik évad    | 25 év felettiek Balogh Antal Burai Renátó Zdroba Patrik         | Lányok Bagdi Enikő Dárdai Blanka Huszár Aletta             | Fiúk Gödöllei Emánuel Ruszó Tibor Vanek Andor            | Zenekarok C.O.O.L. Speranta Take 3                                |
| Évadok             | Gáspár Laci                                                     | Csobot Adél                                                | ByeAlex                                                  | Puskás Peti                                                       |
| Tizedik évad       | 22 év felettiek Balogh Imre Kocsis Paulina Catherine Dederick   | Zenekarok Beneath My Skin The Harmonies The Palace         | Fiúk Balázs Alex – Alee Mehringer Marcell Tóth Roland    | Lányok Ferenczi Kamilla Nagy Regina Martina Tabatabai Nejad Flóra |
| Évadok             | Gáspár Laci                                                     | Herceg Erika                                               | ByeAlex                                                  | Puskás Peti                                                       |
| Tizenegyedik évad  | Mihályfi Luca Serbán Szebasztián Sophia Khan                    | Bodrogi Enikő Helfy Alexa Synergy                          | Beretka Ádám Isky & Szkym Solyom Bernadett               | Boros Marcell Kiss Kevin Váradi Ábel                              |
| Évadok             | Gáspár Laci                                                     | Tóth Andi                                                  | Valkusz Milán                                            | Majka                                                             |
| Tizenkettedik évad | Sárközi Roland Szabó Bence Toldi Sándor                         | Kundra Zsombor Monika Pike Zilincki Nóra                   | Fehér Krisztián8 Henn Steve Major9                       | Bogár Petra Éberkóma Miklós Vivien                                |
| Tizenharmadik évad | N/A                                                             | N/A                                                        | N/A                                                      | N/A                                                               |

4 A negyedik évadban a ByTheWay kiesett a negyedik élő adásban. Azonban az ötödik élő adás előtt egy nappal Bozsek Márk bejelentette, hogy feladja a versenyt. Így a csapat visszatért. És ismét teljes értékű versenyzők lettek. Ez a volt az első eset a magyar X-Faktor történetében, hogy valaki feladta a versenyt. A ByTheWay végül egészen a második helyig menetelt.
5 A 6. évadban Puskás Peti eredetileg Petics Kristófot választotta ki a Mentorházból, de a versenyzőt botrányos viselkedése miatt kizárták. Ez volt az első eset a magyar X-Faktor történetében, hogy kizártak egy versenyzőt. Helyére a Mentorházban kiejtett Mata Ricsi került.
6 A 7. évadban Radics Gigi eredetileg Nagy Krisztiánt választotta ki a Mentorházból, de a versenyző a felkészülési időszak alatt adódó nehézségei miatt feladta a versenyt. Helyére a Mentorházban kiejtett Bereznay Dániel került.
7 A 8. évadban Nagy Krisztián a felkészülési időszak alatt adódó nehézségei miatt ismét feladta a versenyt. Mivel a helyére senkit nem választott Puskás Peti, az első élő show-ban négy helyett három versenyző esett ki.
8 A 12. évadban Fehér Krisztián eredetileg Majka csapatának tagja volt, azonban a mentor a Tábor székes fordulójában felállította, így kiesett a versenyből. Mivel Valkusz Milán igazságtalannak érezte mentortársa döntését, ezért "ellopta" a versenyzőt és végül beválogatta a saját élő-show csapatába.
9 A 12. évadban Valkusz Milán eredetileg a Peterpost x Leo csapatot válogatta be az élő show-ba, de a két versenyzőt szintén botrányos viselkedésük miatt, nem sokkal az első élő show előtt kizárták a versenyből. Ez a második eset a magyar X-Faktor történetében, hogy valakit kizárnak a versenyből. Helyükre a táborban kiesett Steve Major került.

## Nézettség
| Évad     | Évadbemutató         | Évadzáró           | Epizódok száma | Eredeti átlagnézettség |
| -------- | -------------------- | ------------------ | -------------- | ---------------------- |
| 1. évad  | 2010. augusztus 28.  | 2010. december 19. | 19             | 2,26 millió            |
| 2. évad  | 2011. szeptember 3.  | 2011. december 18. | 19             | 2,13 millió            |
| 3. évad  | 2012. szeptember 1.  | 2012. december 16. | 19             | 2,09 millió            |
| 4. évad  | 2013. szeptember 7.  | 2013. december 15. | 28             | 1,89 millió            |
| 5. évad  | 2014. szeptember 6.  | 2014. december 21. | 19             | 1,43 millió            |
| 6. évad  | 2016. szeptember 24. | 2016. december 17. | 15             | 1,06 millió            |
| 7. évad  | 2017. szeptember 2.  | 2017. november 25. | 15             | 987 ezer               |
| 8. évad  | 2018. október 6.     | 2018. december 15. | 13             | 1,09 millió            |
| 9. évad  | 2019. október 5.     | 2019. december 14. | 13             | 1,09 millió            |
| 10. évad | 2021. október 9.     | 2021. december 18. | 13             | 920 ezer               |
| 11. évad | 2022. szeptember 3.  | 2022. november 19. | 13             | 751 ezer               |
| 12. évad | 2024. szeptember 7.  | 2024. december 7.  | 15             | 704 ezer               |
| 13. évad | 2025. ősz            | N/A                | N/A            | N/A                    |